# Jonathan Ligali
Jonathan Ligali (Montpellier, Francia, 28 de mayo de 1991) es un exfutbolista francés de ascendencia beninesa. Jugaba de portero. 

## Selección nacional
Ha sido internacional con la Selección de fútbol de Francia Sub-20.

### Participaciones en Copas del Mundo
| Mundial                               | Sede     | Resultado |
| ------------------------------------- | -------- | --------- |
| Copa Mundial de Fútbol Sub-20 de 2011 | Colombia | Semifinal |

## Clubes
| Club                                    | País    | Año       |
| --------------------------------------- | ------- | --------- |
| Montpellier HSC                         | Francia | 2011-2017 |
| Union Sportive du Littoral de Dunkerque | Francia | 2017-2018 |
| Montpellier HSC                         | Francia | 2018-2019 |